# Isla del Ciervo
Die Isla del Ciervo (dt. Hirschinsel) ist eine Insel inmitten des Mar Menor, auf dem Gebiet der Gemeinde Cartagena in der Región de Murcia. Sie liegt nur gut 100 Meter von der La Manga del Mar Menor und besteht aus zwei Vulkankegeln der Volcanes del Campo de Cartagena. Durch ihre Nähe zur Nehrung der Manga ist sie bequem zu Fuß erreichbar.

## Name
Ursprünglich hieß die Insel "Isla del Siervo" (Insel des Dieners), da der Barón de Benifayo sie einem seiner Diener verliehen hatte. Erst im Zuge der Kartierung wurde der Name in die heutige Form umgeändert.

## Geographie
Die Hirschinsel gehörte zusammen mit der Isla del Sujeto, der Isla Rondella O Redonda, sowie dem Cerro Calnegre und dem Monte Blanco auf der Manga zu einem ehemaligen Hotspot. Sie ist vor etwa 7 Millionen Jahren im Miozän entstanden.
Die drei genannten Inseln bilden die Cala del Pino des Mar Menor. Nach Süden erstreckt sich die Gola de Marchamalo.
Die Isla del Ciervo selbst gliedert sich in einen schmalen östlichen Teil und einen breiten fächerartig ausgebreiteten Westteil, so dass sie in etwa die Form eines Axt-Kopfes aufweist. Die Gliederung folgt der Gestalt der zwei Vulkankegel. Sie erheben sich bis auf ca. 45 m über dem Meer, wobei der Ostteil der Insel niedriger ist.
Von der Playa Sol Galua gab es bis vor wenigen Jahren eine Straße, auf der man trockenen Fußes die Insel erreichen konnte. Diese wurde jedoch abgetragen, um die Insellage wiederherzustellen und die wertvollen Biotope der Insel zu schützen.
Die Insel hat einen ca. 100 m langen Strand, der vor allem bei Kitesurfern beliebt ist.

## Naturschutz
Seit 1992 gehört die Insel zum Schutzgebiet der Espacios abiertos e islas del Mar Menor und ist als Naturpark und Zona de Especial Protección para las Aves ausgewiesen.
Botanisch interessant ist die Insel, weil sich einige Iberoafrikanische Arten halten konnten, unter anderem Oroval (Withania frutescens), die Baumschlinge Periploca angustifolia (Cornical auf Spanisch) und Chumberillo de Lobo (Apteranthes europaea).
Außerdem gibt es einen großen Bestand an Zwergpalmen (palmitos, Chamaerops humilis). Diese Pflanzengemeinschaften haben dazu beigetragen, die Insel als Microrreserva botánica einzustufen.

## Galerie

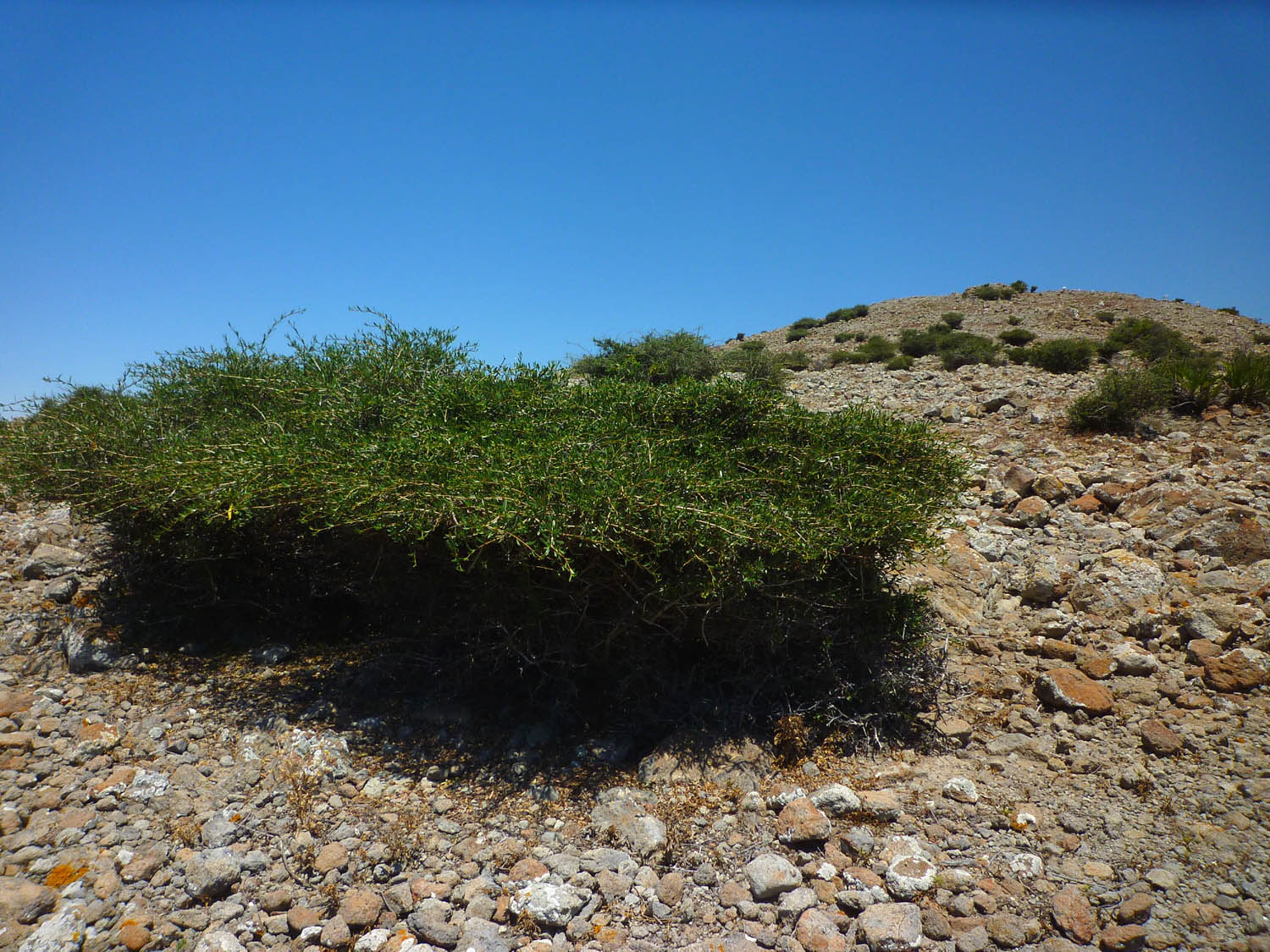
Cornical Periploca angustifolia.
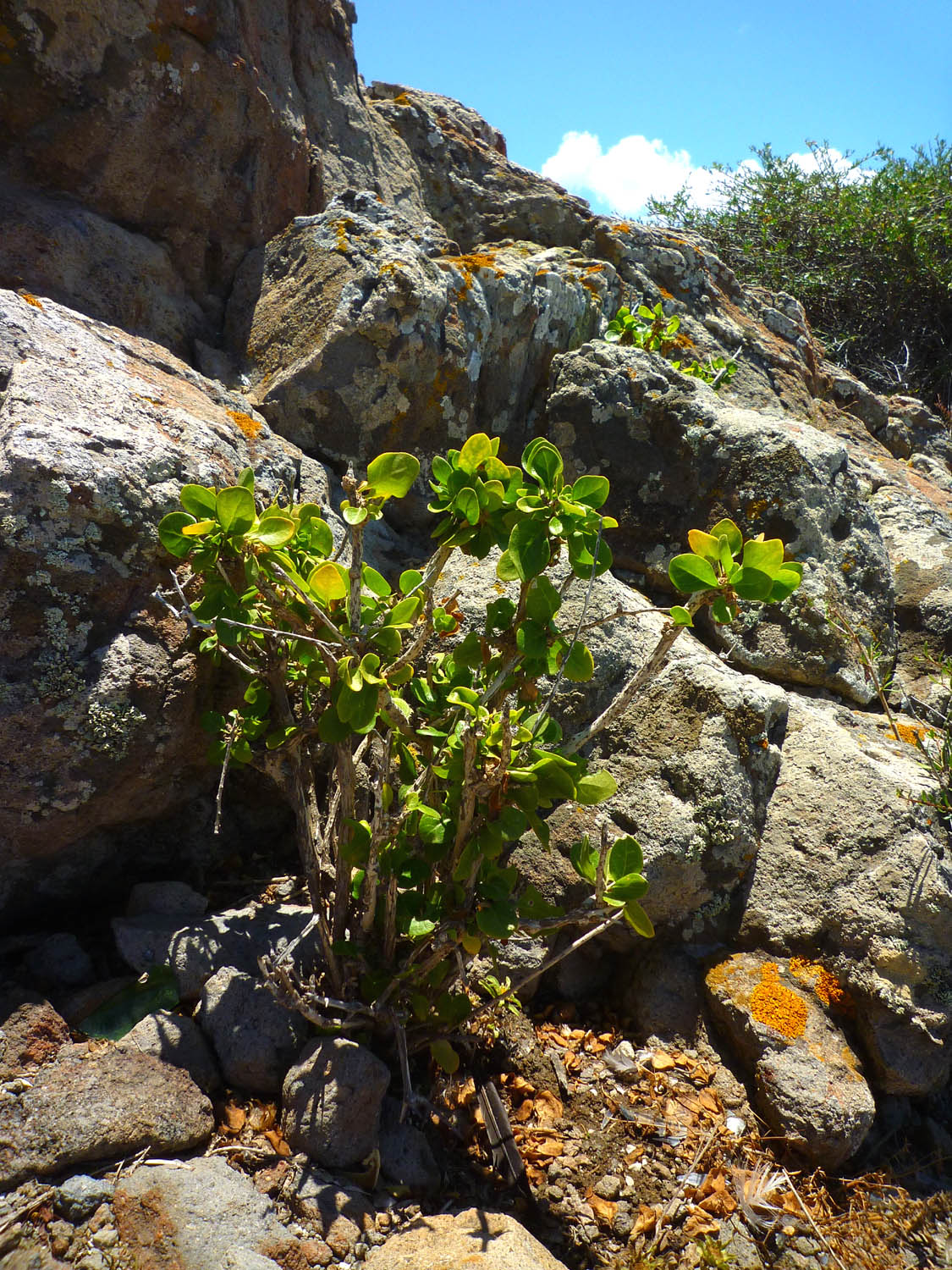
Oroval Withania frutescens
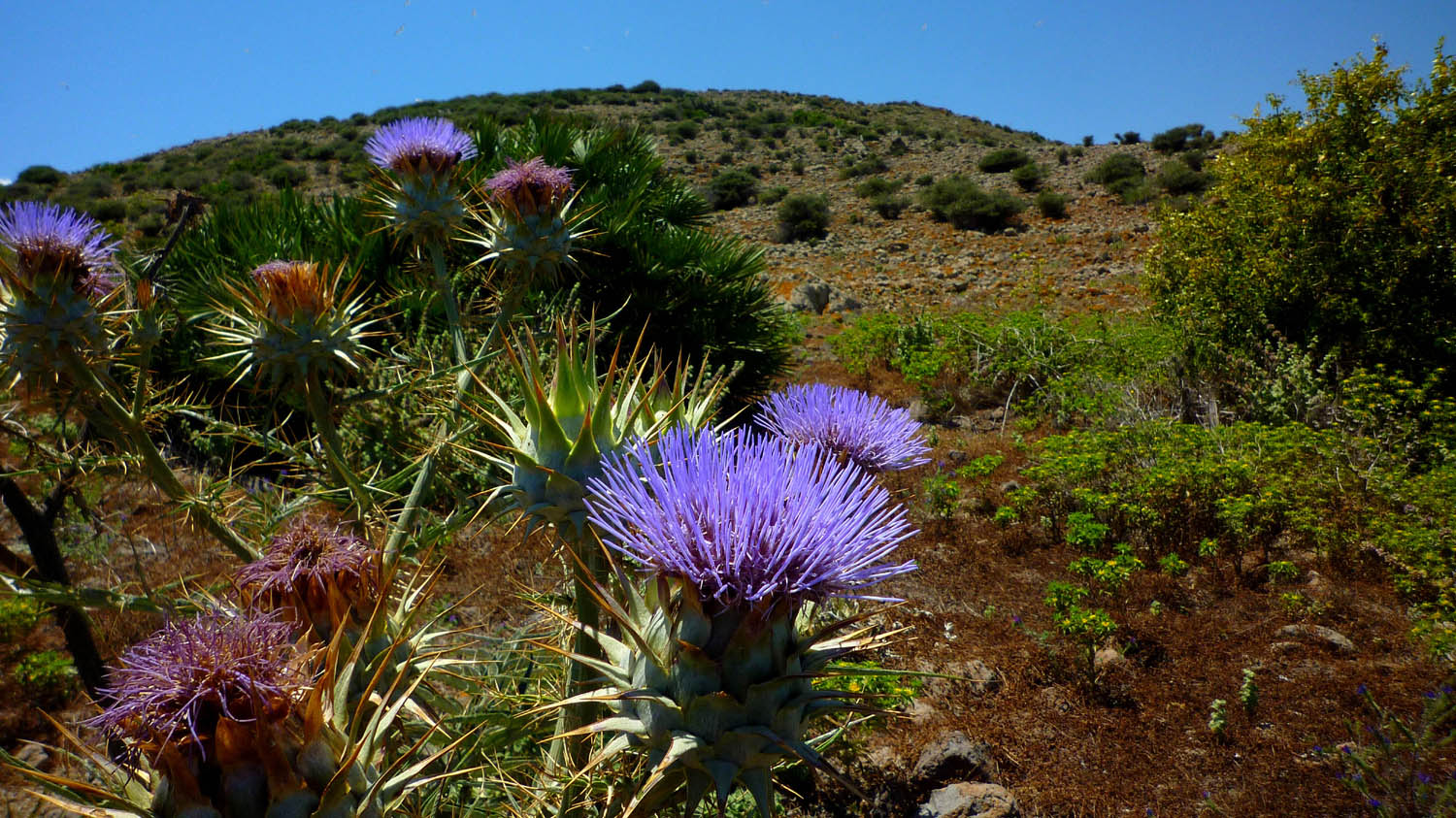
Cardy.